# Обувь на платформе

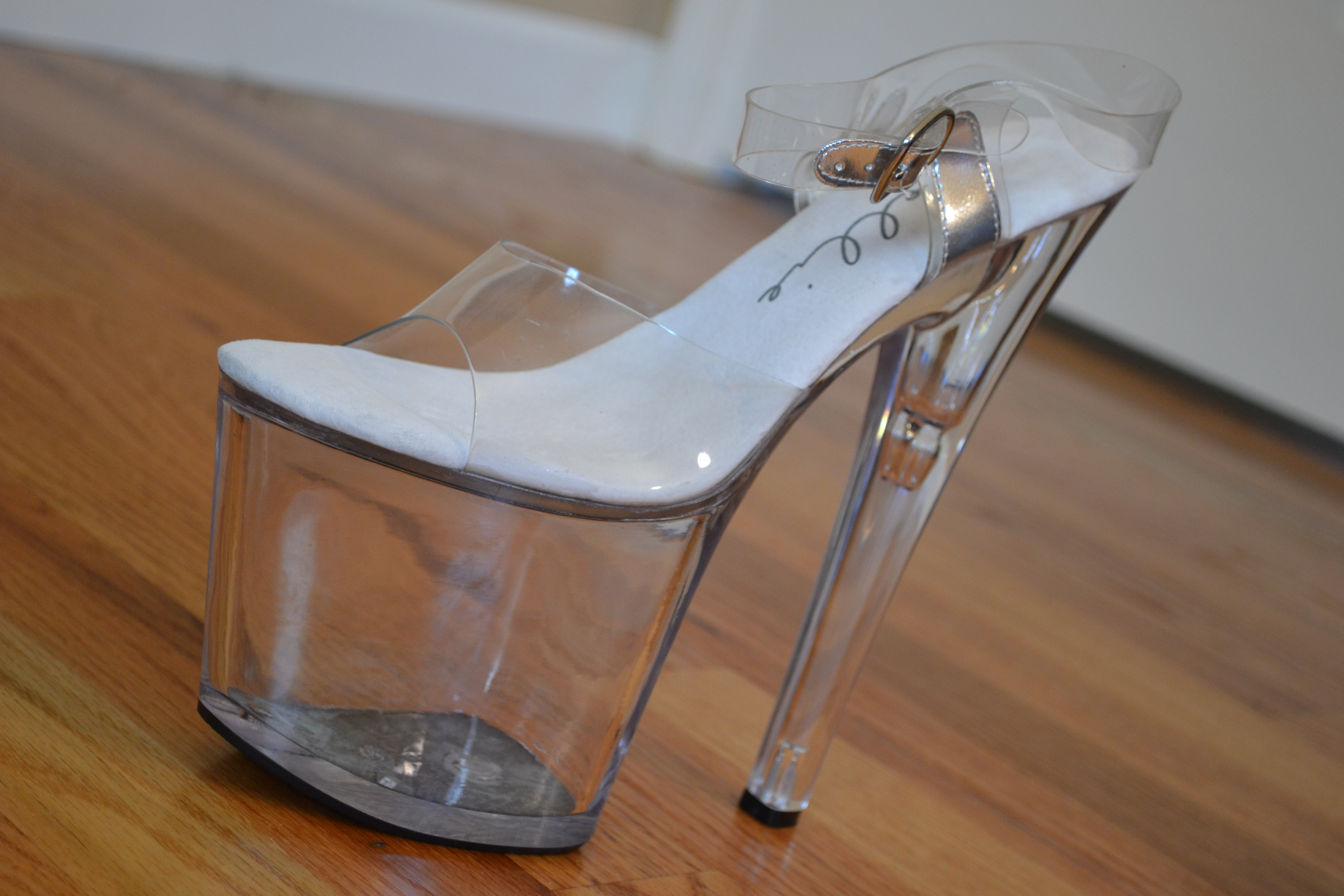
Туфли на прозрачной платформе с 20-сантиметровым каблуком

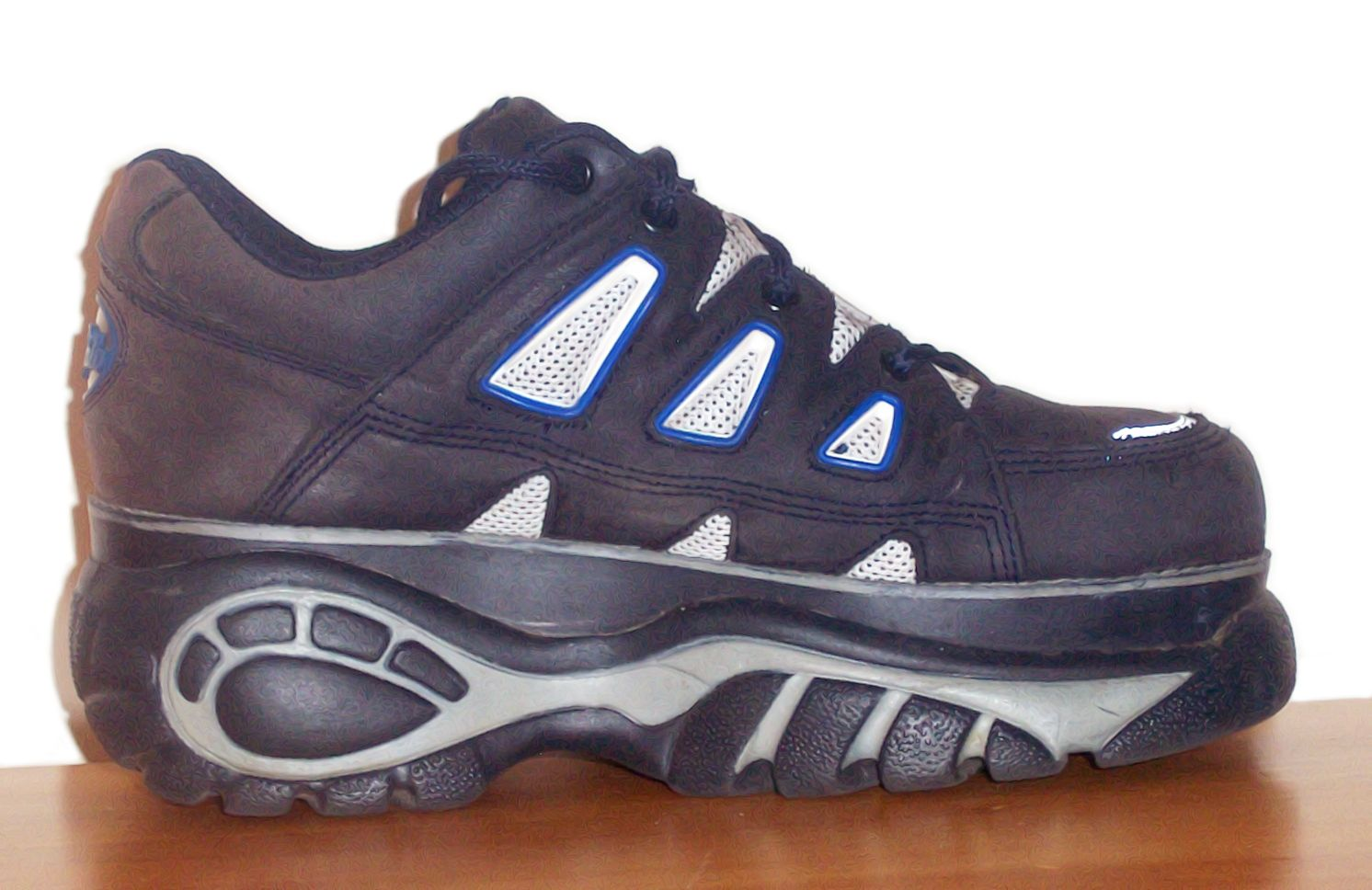
Кроссовка на платформе

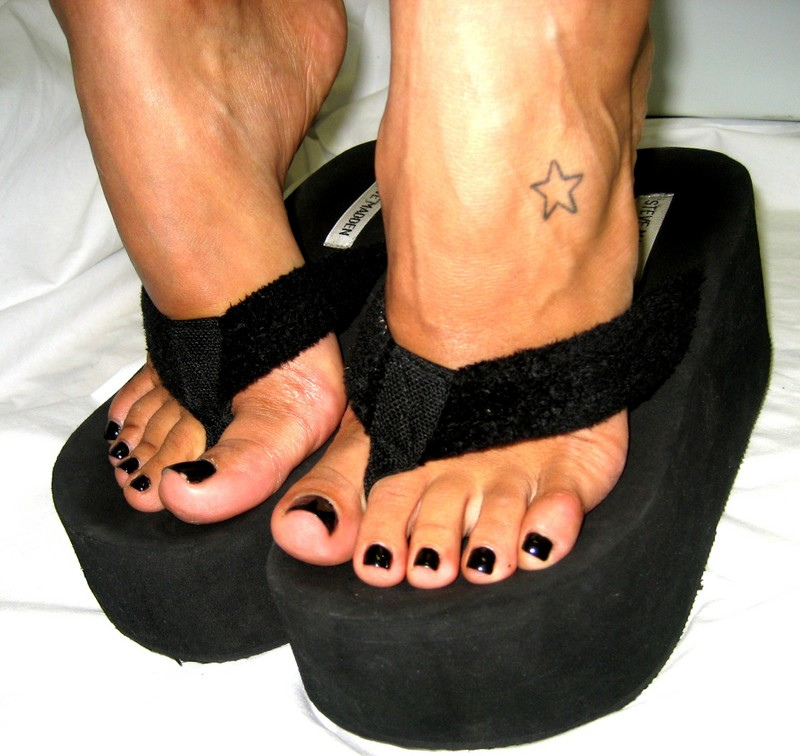
Шлёпанцы на платформе

Обувь на платформе — туфли, сапоги или сандалии с толстой подошвой, обычно в диапазоне 3-10 см. Туфли на платформе также могут быть на высоких каблуках, в этом случае каблук поднимается значительно выше, чем подушечка стопы. Экстремальные высоты, как подошвы, так и каблука, можно найти в фетишистской обуви, такой как балетные сапоги, где подошва может быть высотой до 20 см, а каблуки — до 40 см или более. Подошва обуви на платформе может иметь равномерную толщину, клин, отдельный блок или шпильку. Поднятие лодыжки увеличивает риск её растяжения[страница?].
Обувь на платформе известна во многих культурах. Её популярность зависит от текущей обувной моды. В 1970-х годах туфли на платформе были широко распространены в Европе среди мужчин. Мода на них сохраняется и по сей день[страница?].

## Исторические примеры

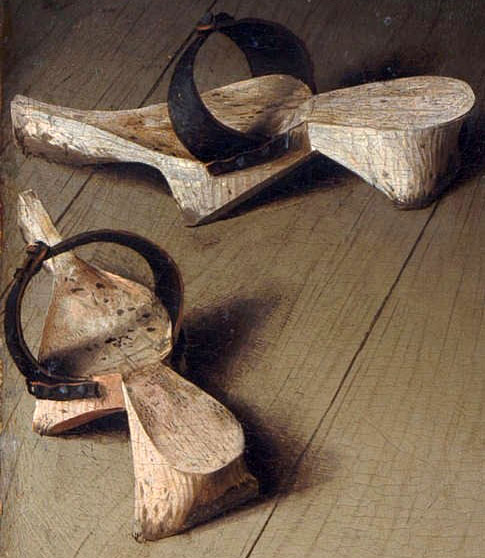
Обувь XV века, изображённая на портрете Арнольфини

- Котурны на очень толстой подошве носили на сцене древнегреческие актёры, чтобы казаться выше. С той же целью прибегали к обуви на платформе лондонские куртизанки XVI века. Кроме того котурнами называли сапоги на толстой подошве (сначала из кожи, со II века до н. э. из пробки), которые в Греции и Риме носили охотники и солдаты для защиты голеней от воды и грязи.
- В Древнем Китае мужчины носили черные сапоги с очень толстой подошвой из нескольких слоев белой ткани. Эту разновидность сапог можно увидеть на сцене Пекинской оперы[3]. При династии Цин знатные маньчжурки носили обувь на платформе с отдельным высоким каблуком[4].
- Обувь на платформе носили в Европе XV—XVIII вв., чтобы избежать грязи городских улиц. Примером могут служить венецианские деревянные башмаки (zoccoli), появившиеся в XV веке с функциональной целью: избежать мокрых ног, когда тротуары были затоплены водой. В английском языке такая обувь называлась паттенами.
- Гэта — японские деревянные сандалии, на которых было удобно возделывать рис, снимать плоды с деревьев, передвигаться в дождливую погоду. Начиная с XVIII века майко (ученицы гейш) носят похожую обувь под названием окобо[англ.] (что означает звук, который издает деревянный башмак при ходьбе).
- Ближневосточные деревянные кабкабы, распространённые в XIV—XVII вв., также получили название из-за звука, который они издавали на мраморном полу. У привилегированных классов эти своеобразные деревянные ходули украшались серебром или жемчугом, а ремешки часто изготавливались из бархата, кожи или шелка.
- Падука (в переводе «следы богов») — древнеиндийская обувь, обозначавшая статус высшей касты. Деревянные платформы иногда были вырезаны в форме разных животных и украшены слоновой костью и серебром[5].

## Мода XX—XXI веков
Туфли на платформе иногда носили в США и Европе с 1930-х по 1950-е годы, однако небывалый взлёт популярности такой обуви пришёлся на период с 1960-х по 1980-е годы.

### Середина XX века

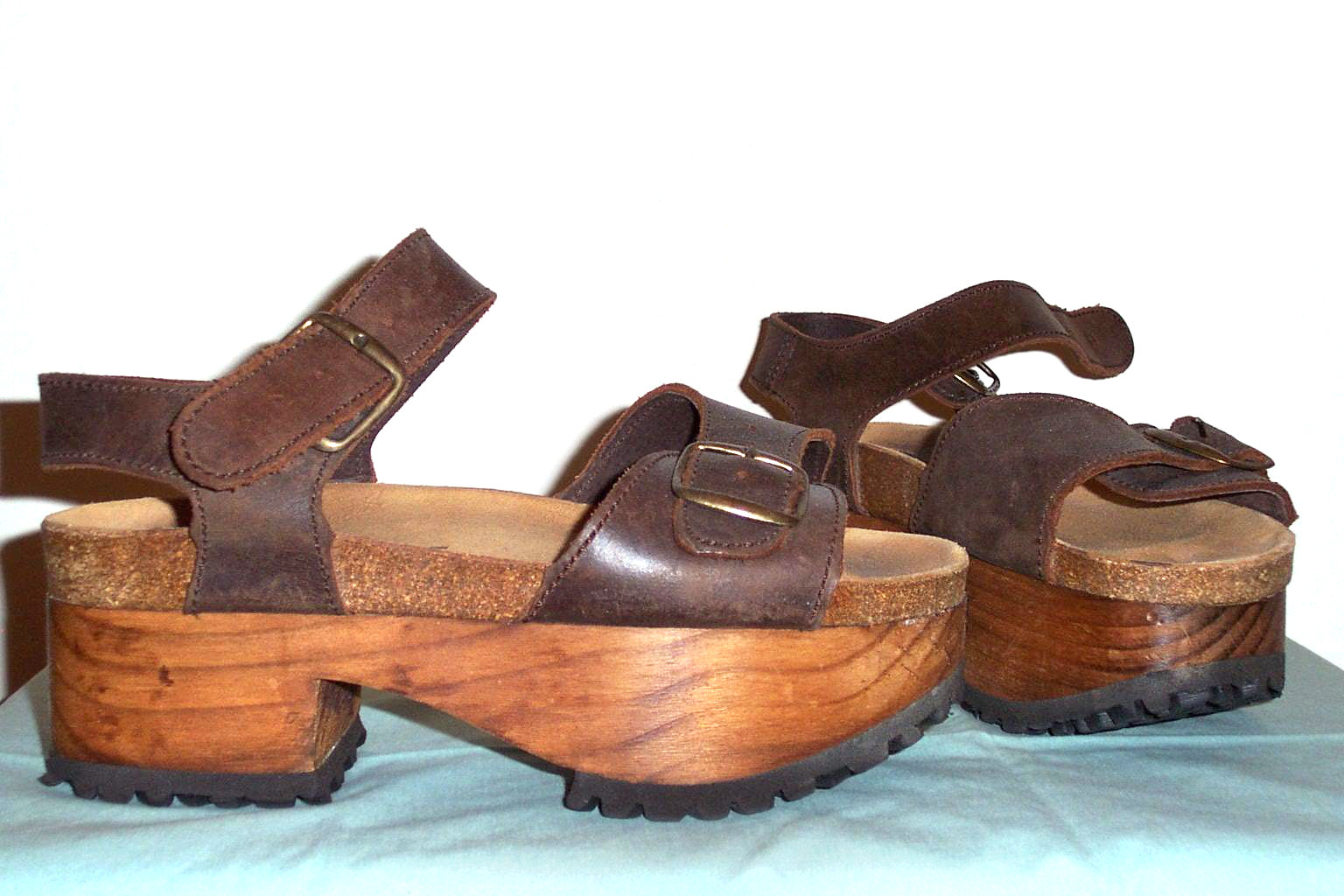
Сандалии на платформе с деревянной подошвой

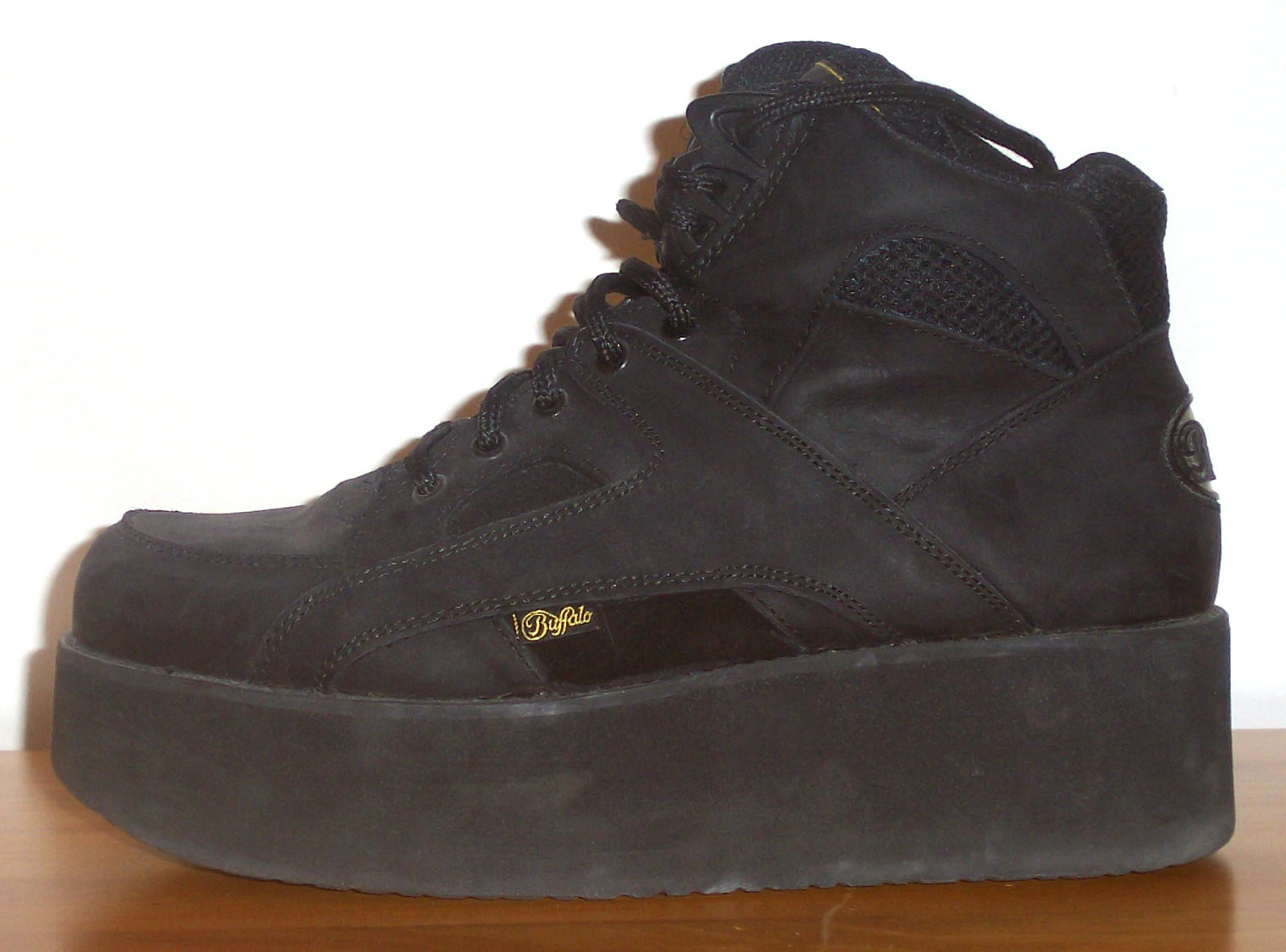
Ботинок на платформе

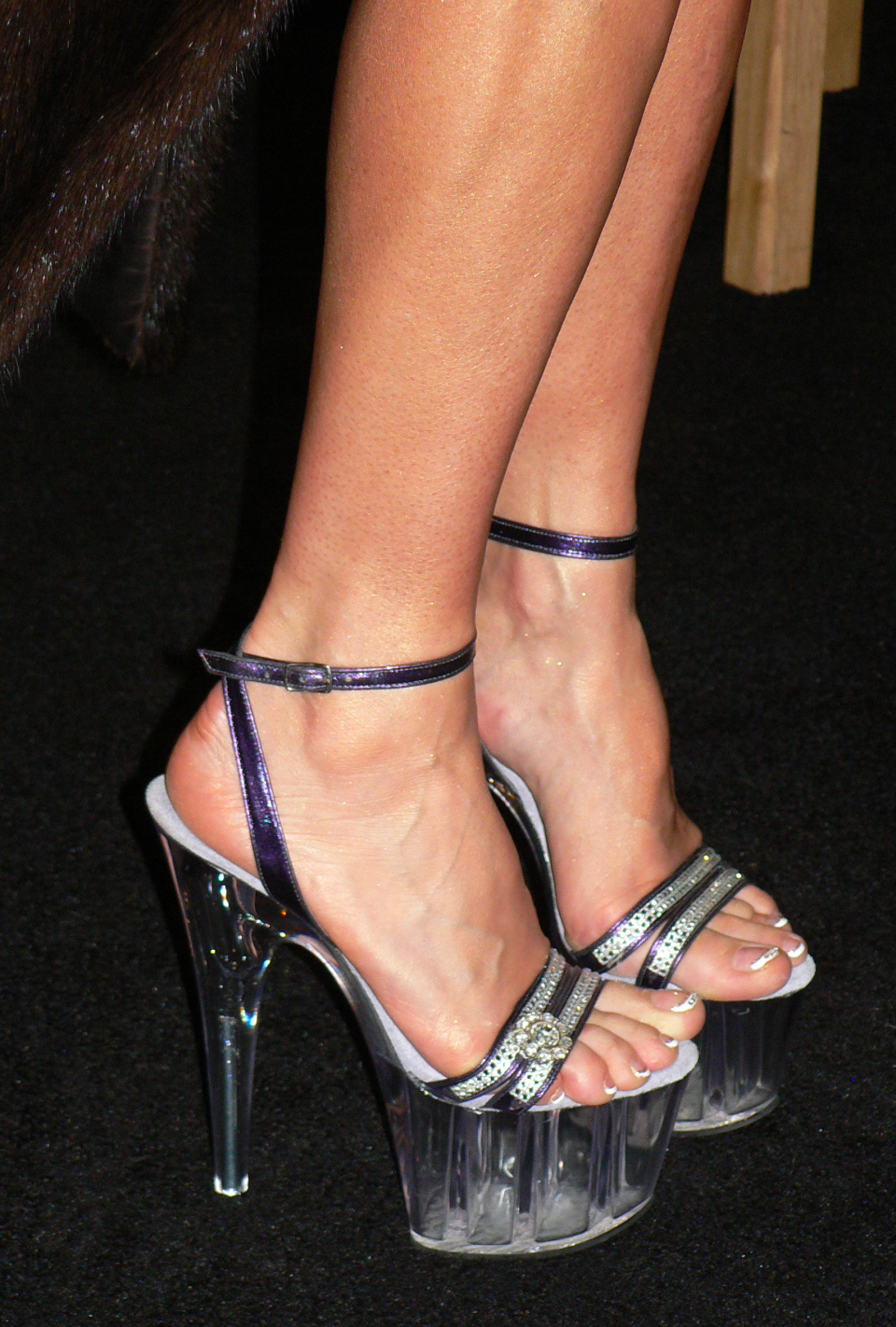
Туфли на платформе

В начале 1930-х годов Моше (Моррис) Кимель разработал первую современную версию обуви на платформе для актрисы Марлен Дитрих. Кимель, еврей по происхождению, бежал из Берлина, поселился в США со своей семьей в 1939 году и открыл обувную фабрику Kimel в Лос-Анджелесе. Дизайн вскоре стал очень популярным среди элиты Беверли-Хиллз.
В 1938 году дизайнер Сальваторе Феррагамо создал сандалии на платформе и назвал их «Радуга». Они были разработаны для Джуди Гарленд как дань уважения её песне «Над радугой» из фильма «Волшебник страны Оз». Сандалии были изготовлены с использованием уникальных по форме пробковых плит, которые были покрыты замшей, чтобы создать клин, а для ремней использовалась золотистая козья кожа. Традиционно каблуки изготавливали из кожи, но в военное время из-за нормирования кожи приходилось экспериментировать с деревом и пробкой. Цвета и дизайн этой обуви напоминают современные стандарты обуви.
В 1950-х годах обувь на платформе не пользовалась таким же успехом, как раньше. Мода вернулась к более элегантной форме обуви.

### 1960-е и 1970-е
Возрождение интереса к обуви на платформе началось в преддверии лета хиппи, в 1967 году, что заметно как по рекламе того времени, так и по публикациям в журнале Seventeen. В 1972 году Кэрол Басетта разработала специальную форму для изготовления обуви на платформе; среди её первых клиентов были Дэвид Боуи и Дэвид Йохансон из The New York Dolls.
Глобальная мода на такую обувь продолжалась до 1976 года включительно; затем она совершенно неожиданно вышла из моды в Европе. В США мода продержалась до начала 1980-х годов. В основном такую обувь предпочитали женщины молодого возраста, также её носили женщины старшего возраста и (особенно в эпоху диско) молодые мужчины.
Хотя обувь на платформе действительно позволяла низкорослым людям выглядеть выше, её носили также ради привлечения внимания. Представители глэм-рока носили туфли на платформе как часть своего сценического образа. Примером может служить Дэвид Боуи в тот период, когда он выступал под именем Зигги Стардаста.

### 1980-е
По мере развития моды одни обувные производители (такие, как Candie’s) увлекались всё более экстравагантными моделями и расширяли границы допустимого, в то время как другие делали ставку на удобство платформ, сочетая высоту платформ с комфортом кроссовок или даже ортопедической обуви. К тому времени, когда мода окончательно угасла в конце 1980-х годов, девушки и женщины всех возрастов носили их. В 1980-е гг. «модные штучки» считали не зазорным носить даже скандинавские башмаки — сабо.

### 1990-е и XXI век
Британский модельер Вивьен Вествуд вновь ввела обувь на платформе в высокую моду в начале 1990-х годов: именно во время ношения пары с пятидюймовыми платформами и девятидюймовыми каблуками супермодель Наоми Кэмпбелл упала на подиуме во время показа. Такие модели быстро не прижились и стали пользоваться спросом только к концу десятилетия — отчасти благодаря британской группе Spice Girls, предпочитавшей кроссовки и сапоги на платформе. Обувной бренд Buffalo создал знаменитые кроссовки на платформе, которые носили участницы этой группы.
Обувь на платформе вновь обрела популярность в начале 2000-х годов, когда в 2004 году появились сандалии YSL Tribute, быстро завоевавшие популярность у мира моды и знаменитостей благодаря своей сексуальной привлекательности и повышенному комфорту подошвы. Эта обувь продолжает выпускаться сезон за сезоном, несмотря на смену креативных директоров.
Возрождение интереса к моде 1970-х годов привело к распространению в конце 2010-х гг. сапог на платформе. Выпускается обувь с прозрачной плексигласовой подошвой и босоножки на высокой платформе.